# There Is a Time
There Is a Time ist das dritte Studioalbum von Liza Minnelli. Es wurde im April und Mai 1966 aufgenommen. Benannt wurde es nach dem gleichnamigen Lied von Charles Aznavour, Arrangeur und Aufnahmeleiter war Ray Ellis. There Is a Time war Minnellis letztes Album für Capitol Records, seine Lieder sind komplett auf der Kompilation The Complete Capitol Collection (2006) enthalten.

## Hintergrund
Zwischen der Veröffentlichung ihres zweiten Studioalbums It Amazes Me und There Is a Time lagen insgesamt 21 Monate. In dieser Zeit profilierte sich Liza Minnelli als Schauspielerin in dem Broadway-Musical Flora the Red Menace und der Fernsehproduktion The Dangerous Christmas of Red Riding Hood, die beide ebenfalls als Alben aufgezeichnet wurden. Darüber hinaus begann Minnelli im September 1965 eine zweite Karriere als Nachtklubsängerin. In dieser Hinsicht wurde sie insbesondere von ihrem Mentor Charles Aznavour gefördert, der für There Is a Time den gleichnamigen Titelsong sowie das Medley Love at Last/You Have Found Me besteuerte. Mehrere Lieder wurden von französischsprachigen Chansonniers geschrieben, neben Charles Aznavour selbst unter anderem von Jacques Brel. Mit See the Old Man fand ein Song von Minnellis Stammkomponisten John Kander und Fred Ebb Eingang ins Album. I’ll Build a Stairway to Paradise, ursprünglich aus den 1920er Jahren, stammt aus dem Film Ein Amerikaner in Paris und The Parisians vom Soundtrack der Musicalverfilmung Gigi.

## Titelliste
1. There Is a Time (Le Temps) (Charles Aznavour, Davis, Lees) – 2:21
2. I (Who Have Nothing) (Carlo Donida, Leiber, Stoller, Mogol) – 2:41
3. M’Lord (Monnot, Moustaki) – 2:27
4. Watch What Happens (Gimbel, Legrand, Demy) – 2:41
5. One of Those Songs (Calvi, Holt) – 1:58
6. Days of the Waltz (Jacques Brel, Holt) – 4:19
7. Ay Marieke (Jacques Brel, Jouannest) – 2:36
8. Love at Last/You Have Found Me (Charles Aznavour, Worth) – 3:38
9. I’ll Build a Stairway to Paradise (George Gershwin, DeSylva) – 2:08
10. See the Old Man (Fred Ebb, John Kander) – 1:22
11. The Parisians (Lerner, Loewe) – 2:00

## Singles
I (Who Have Nothing) erschien 1966 als Single mit In the Middle of the Street (geschrieben von Peter Allen) als B-Seite.

## Rezeption
Wie alle seine Vorgänger-Alben außer Liza! Liza! schaffte There Is a Time es nicht in die Charts. Der Musikkritiker William Ruhlmann führt den kommerziellen Misserfolg Liza Minnellis als Aufnahmekünstlerin vor allem auf die British Invasion zurück, die Ausbreitung zeitgenössischer Rock-, Soul- und Rhythm-and-Blues-Musik, die durch britische Künstler wie den Rolling Stones oder Dusty Springfield in die Vereinigten Staaten gelangte. Ruhlmann betont jedoch den künstlerischen Wert des Albums, welches eindeutig unter europäischen Musikeinflüssen entstanden sei. Insgesamt unterstreiche das romantische und stimmige Werk Liza Minnellis Talent als Sängerin und Unterhaltungskünstlerin. Das Hi-Fi/Stereo Review Magazine zeichnete die LP als „Bestes Album des Jahres“ aus.